# Масляные лаки
Лаки — растворы смол в различных растворителях до жидкой или полужидкой консистенции, которые, просыхая в тонком слое, находящемся на каком-либо предмете, образуют прочную плёнку, хорошо противостоящую различным внешним физико-химическим воздействиям.
Лаки имеют соломенно-жёлтый, желто-коричневый, даже тёмно-коричневый цвет. Лишь в виде исключения лаки бывают совершенно бесцветными. Желтоватая или слабо-коричневатая окраска не является недостатком, так как слой лаковой плёнки до того тонок, что его цвет практически не проявляется. Если желтизна лака вызвана присутствием высыхающего масла, то лаковая плёнка самопроизвольно обесцвечивается в течение нескольких дней на сильном дневном свете, ибо краситель, содержащийся в высыхающих маслах, в начале не стоек на свету. Коричневые лаки из неотбелённого шеллака и из тугоплавких смол изменяют колорит живописи, действуют как цветная лессировка и поэтому непригодны для покрытия картин.

### Виды лаков в зависимости от применяемого растворителя
Применяемые в живописи лаки в зависимости от растворителя, придающего лакам те или иные свойства и определяющих их назначение, подразделяются на:
- лаки на летучих растворителях, высыхающие за счёт физического процесса (испарения растворителя);
- масляные лаки, высыхающие химически (в результате окисления и полимеризации);
- лаки, отверждающиеся нагревом (отвердевающие в результате реакции поликонденсации);
- эмульсионные лаки.

Лаки на летучих растворителях. К ним относятся скипидарный и спиртовой лаки.
Скипидарный лак входит в практику обихода живописца как один из материалов живописи лишь в XVI в. и особенного распространения до конца XVIII в. не имеет. Техника живописи XIX—XX вв. уделяет скипидарным лакам большое внимание, пользуясь ими в качестве покрывного и связующего вещества.
Спиртовой лак , представляет собой раствор смолы в спирте, особого распространения в живописной технике не получили вследствие своей малой прочности и стойкости. Лаковая плёнка спиртовых лаков, состоящая из смолы и быстро улетучивающегося растворителя-спирта, быстро покрывается сетью трещин, отличается крайне незначительной стойкостью и прочностью.
Масляный лак. Наибольшим распространением, как в современной живописи, так и в живописной технике древних мастеров XI—XVIII вв. пользовались масляные лаки.
Он представляет собой наиболее распространённый и весьма ценный материал в живописи, применяющийся как связующее вещество красок, и как покровный лак, предохраняющий живопись от разрушения.
В старинной технике живописи масляные лаки среди других материалов живописи занимали одно из первых мест.
Роль масляных лаков в живописи значительна. Благодаря покрытию ими поверхности картин громадное большинство произведений живописи старых мастеров вполне сохранилось до наших дней. Вследствие же применения масляного лака как связующего вещества красок живопись старых мастеров обладала большой прочностью и неизменяемостью на протяжении целого ряда столетий.
Лаки, отверждающиеся нагревом, появились с развитием производства искусственных смол. Они высыхают не в результате испарения разжижителя или окисления смолы, а в результате реакции поликонденсации между полупродуктом смолы начальной стадии, протекающей при повышенной температуре. В результате этой реакции образуется твердая, прочная и химически стойкая плёнка. Высокая химическая стойкость плёнки объясняется тем, что реакция поликонденсации в отличие от процесса высыхания масляных лаков полностью заканчивается в процессе отверждения лака. Отверждаемые смолы принадлежат к классу фенолоформальдегидных, аминоформальдегидных и глифталевых.
Эмульсионные лаки представляют собой дисперсии в воде поливинилацетата, полиметилметакрилата, полибутилметакрилата или сополимеров метилметакрилата и бутилметакрилата. Эти дисперсии, которые образуются непосредственно при полимеризации, являются весьма устойчивыми, ибо размеры диспергированных частичек смолы незначительны. Эти необыкновенно малые размеры диспергированных частиц гарантируют замечательную стабильность эмульсии, которая не распадается даже спустя очень длительное время.
Плёнки этих эмульсионных лаков совершенно прозрачны, бесцветны, абсолютно стойки на свету и, кроме того, противостоят окислению и действию вредных газов. Во влажной среде не подвергаются плесневению и гниению, они, однако, частично растворяются в воде.
Эмульсионные лаки можно применять при настенной живописи и при приготовлении грунтов под живопись на холсте, картоне и бумаге.

### Виды лаков в зависимости от применения
В масляной живописи лаки также подразделяются по виду применения на:
- лаки для ретуши;
- лаки для живописи;
- покрывные лаки (картинные лаки).

Лак для ретуши служит для устранения вжухлостей, получаемых при нанесении масляных красок на мало просохший предыдущий слой масляных же красок. Кроме того, ретушный лак применяется для усиления сцепления красочных слоев, что очень полезно при многослойной живописи, когда между сеансами проходит много времени и краска успевает сильно высохнуть.
Лак для живописи нужен для того, чтобы разжижать краски, способствовать более равномерному и единовременному их просыханию, уменьшать вжухлость красок и вместе с тем увеличивать способность прилипания одного слоя красок к другому, содействовать тому, чтобы объём высыхающих слоев живописи оставался без изменения, увеличивать твердость и выносливость слоя живописи и, наконец, придавать краскам бо’льшую прозрачность и красоту тона.
Покрывные лаки используются для создания защитной плёнки на живописном полотне путём нанесения тонким слоем на поверхность просохшей картины. Такие лаки состоят в основном из натуральных и искусственных смол растворенных в очищенном от примесей растворе терпентина. За счёт добавления отбелённого пчелиного воска они высыхают, образую матовую плёнку.
Виды лаков в зависимости от применяемых смол
В зависимости от применяемых смол, лаки можно разделить на два вида:
- лаки из натуральных смол;
- лаки из искусственных смол.

## Лаки для ретуши
Масляные краски, нанесённые на какой-либо пористый материал или грунт, становятся матовыми, тусклыми и лишёнными блеска, присущего маслу. Чем более пористы материал и грунт, на который наносятся краски, тем скорее они становятся матовыми и тем сильнее их тусклость. То же явление наблюдается и при нанесении масляных красок на мало просохший предыдущий слой масляных же красок. Это явление называется в живописи вжухлостью или пожухлостью.
В первом случае оно объясняется тем, что масло, содержащееся в красках, всасывается порами нижележащего материала, и они, таким образом, в большей или меньшей степени обезмасливаются, становясь матовыми и изменяя свой тон, что наиболее заметно у тёмных красок.
Вжухлость же, получаемая при нанесении масляных красок на масляные, по позднейшим исследованиям объясняется тем, что масло краски, нанесённой поверх другого слоя масляной краски, растворяет масло нижележащего слоя, если последний недостаточно ещё просох, в результате чего происходит поглощение масла верхнего слоя краски нижним слоем. При достаточном просыхании нижнего слоя масло верхнего слоя уже не способно растворить его, и потому вжухлости в этом случае не происходит.
Для устранения вжухлостей существует целый ряд лаков, называемых «лаками для ретуши», и помад, из которых некоторые составлены из жирных высыхающих масел и смол, другие состоят из смол, растворенных в эфирных летучих маслах и в спирту. Первые нужно отнести к средствам, более отвечающим цели, так как они, содержа в себе масло, способны до известной степени возвращать утерянный тон живописи; другие же возвращают ей лишь утраченный блеск. Жухлые места, покрытые ими, всегда приобретают тон более тёмный, нежели он был до вжухания, вследствие чего очень часто в покрытой ими живописи получаются дисгармоничные пятна, если пожухла небольшая прописка или поправка.
Кроме того, ретушный лак применяется для усиления сцепления красочных слоев, что очень полезно при многослойной живописи, когда между сеансами проходит много времени и краска успевает сильно высохнуть.
Лак может наноситься как кистью так тампоном.
Рецепты
Можно посоветовать такой рецепт ретушного лака: 1 часть мастичного лака и 1 часть акрил-фисташкового лака, растворенных в 8-10 частях авиабензина.

## Лаки для живописи
Применение масляного лака сложного состава в качестве связующего красок масляной живописи привело к созданию в XVI—XVII вв. исключительной по технике выполнения живописи. Масляный лак сложного состава, обладая рядом высокоценных качеств, как связующее вещество красок был и остается непревзойдённым материалом живописи, так как не только облегчает работу художника, но даёт и более красивую и прочную живопись.
В настоящее время, да и в XIX в., масляные краски, применяемые в живописи, приготовляются главным образом на сыром растительном масле. Одним из существенных недостатков, присущих масляным краскам, приготовленным на сырых маслах, является их пожухание. По прошествии известного времени масляная живопись, нанесённая на грунт, тускнеет, краски теряют свой блеск, и вся поверхность приобретает матовый вид. Это явление, известное под именем пожухания, или вжухлости, происходит вследствие того, что масло, входящее в состав краски, впитывается грунтом, и краски благодаря этому обезмасливаются. Вследствие непрочного соединения связующего масляных красок — сырого масла с красочным пигментом — масляные краски претерпевают сильное изменение в своих тонах и утрачивают свой первоначальный вид. Первоначальный оптический эффект живопись вследствие пожухания красок также утрачивает, картина становится тусклой, поверхность её приобретает некрасивый матовый вид, в сильной степени затрудняющий восприятие красочной гаммы данного произведения.

### Преимущество применения лака для живописи
Применение в качестве связующего красок масляных лаков, состоящих из жирных растительных масел, смол и эфирных масел, имеет значительное преимущество по сравнению с сырыми растительными маслами и не имеет присущих ему недостатков:
1. Явление пожухания масляных красок, тертых на сырых маслах, при употреблении масляного лака как связующего красок почти не имеет места. Это объясняется тем, что масляный лак благодаря содержанию в нём значительного количества смол и вследствие присущей ему значительной вязкости и сравнительно быстрой высыхаемости (особенно при введении в него жирных эфирных масел) не даёт грунту возможности впитывать в себя из краски значительное количество связующего вещества. Большая часть связующего вещества красок при нанесении их на грунт остается в красках, которые, отвердевая, сохраняют первоначальный тон и блеск;
2. Наряду с меньшей способностью к вжуханию масляно-лаковые краски имеют способность хорошо приставать к поверхности, на которую они наносятся, и прилипать друг к другу, так как эфирное масло, содержащееся в них (а при мягких смолах и жирное масло), способно растворять, хотя бы и в незначительной степени, смолу нижележащего слоя и тем содействовать прикреплению одного слоя живописи к другому;
3. Краски значительно выигрывают в отношении прочности. Процесс высыхания смол, растворенных в эфирных маслах, протекает одновременно во всей толще их слоя, причем начинается с низа, тогда как высыхание жирных масел начинается с верха. Здесь образуется твердая плёнка, препятствующая высыханию масла в глубине слоя, и потому оно долго здесь остается сырым; прибавка смол и эфирных масел к жирному маслу, поэтому содействует равномерному, сквозному, а, следовательно, и более полному высыханию масляного слоя и, таким образом, ускоряет этот процесс. Масляно-лаковые краски высыхают в одинаковый промежуток времени скорее и полнее, чем масляные, причем все краски почти одновременно, так как каждая из них содержит уменьшенное количество жирного масла;
4. Смолы в большинстве случаев обладают большей прозрачностью, чем жирные высыхающие масла, кроме того, им присущ больший блеск, превышающий блеск засохшего масла, — вот почему масляно-лаковые краски обладают большей насыщенностью и красотой цвета, чем простые масляные краски, особенно если они содержат воск. Этот глянец настолько велик, что бросается в глаза зрителю. Поэтому многие из современных художников, отдающие по сравнению со старыми мастерами предпочтение матовой живописи, отрицают чрезмерный блеск красок. Для уменьшения блеска масляно-лаковых красок следует вводить в связующее вещество небольшое количество воска, который, убавляя до известной степени блеск красок, нисколько не уменьшает их прочности. С уменьшением блеска их, разумеется, уменьшится и цветовая насыщенность красок;
5. затвердение смоляных растворов сопровождается иными физическими явлениями, нежели те, которые наблюдаются при высыхании жирных масел; по улетучивании эфирных масел смоляной слой незначительно уменьшается в объёме, по сравнению с масляным слоем, и этот объём затем остается без изменения;
6. смолы мало проницаемы для водяных паров и газов, вот почему масляно-лаковые краски не чернеют так от сернистых газов, как чернеют обыкновенные масляные краски; то же можно сказать и по отношению сырости, губительно действующей на масляный слой, но совершенно не действующей на смоляной слой, состоящий из твердых смол.

Из всего выше сказанного нельзя не прийти к тому убеждению, что смолы превосходят во многих отношениях высыхающие масла в качестве связующего вещества красок, но сами по себе служить связующим веществом красок не могут, так как растворы смол в эфирных маслах высыхают слишком быстро, но, главное, потому, что смолы лишены той эластичности, которая свойственна жирным маслам. Таким образом, соединение смол с жирными высыхающими маслами есть лучшее разрешение вопроса о связующем веществе масляных красок.

### Недостатки применения лака для живописи
Кроме излишнего блеска, который не нравится многим современным художникам, но который все же можно удалить добавлением некоторого количества очищенного воска.

### Состав лака
Для живописи наиболее рациональными по составу нужно считать те из лаков, которые содержат в себе смолы, жирные высыхающие масла и эфирные масла или же только смолы и эфирные масла, но в последнем случае эфирные масла должны принадлежать к медленно высыхающим, в противном случае они нарушали бы нормальное течение процесса высыхания масла, заключающегося в масляных красках; вот почему примешивание в масляные краски даммарно-скипидарных и мастично-скипидарных лаков в их чистом виде считается недопустимым. Высохшая масляная краска содержит, таким образом, в своём слое смолу и масло, причем смола занимает значительное место, что весьма благоприятно отражается на качестве красок и прочности живописи.
Лак на основе мягких и твердых смол
Возникает ещё один важный вопрос — следует ли пользоваться для приготовления масляно-лаковых красок исключительно твердыми смолами или же допустимы для этой цели и мягкие смолы.
Дать категорический ответ на этот вопрос не представляется, однако, возможным. Конечно, твердые смолы образуют более твердый и устойчивый слой красок по отношению к механическим и химическим воздействиям и к растворителям. Последнее обстоятельство весьма важно с точки зрения возможных в будущем реставраций, особенно при так называемой регенерации живописи, в которой живопись подвергается действию паров спирта. Живопись, исполненная на смолах, растворимых в спирту, регенерации спиртом выдержать не может. Исходя из этого соображения, предпочтение нужно отдать твердым смолам; однако образцы старинной живописи свидетельствуют о том, что льняное масло в соединении с высшими сортами терпентинов, содержащих в себе одни из наиболее мягких смол, дало прекрасные результаты в качестве связующего вещества красок (у Рубенса, Ваи-Дика и других мастеров), так как произведения, исполненные на нём, сохранили свою свежесть до наших дней. Итак, следует думать, что пользование мягкими смолами для названной выше цели должно также привести к хорошим результатам.
Лаки для живописи, состоящие из твердых смол, дают очень крепкий слой живописи, растворимый впоследствии с трудом, что предохраняет живопись от порчи при снимании с неё картинных лаков и при различных реставрациях, которые могут иметь место впоследствии.
Бальзамы
В качестве хороших лаков для живописи могут служить некоторые бальзамы.
Копайский и канадский бальзамы могут сами по себе служить хорошими натуральными лаками для живописи, из которых как более распространённый особенной популярностью пользуется копайский бальзам.
Лаки из искусственных смол
Наибольшую будущность имеют краски, связанные с искусственными смолами. Для художественных целей они изготовляются из нежелтеющих новых поливиниловых или глифталевых смол сравнительно низкой степени полимеризации. Они отвердевают на холсте на следующий день, и можно вести прописки без опасения, что верхние слои растрескаются. Они более стойки, чем масляные краски, так как они не подвергаются окислению. После высыхания они дают твердый эластичный слой, который противостоит воздействиям атмосферы и химикалий. Краски, тертые на смолах более высокой степени полимеризации, которые являются абсолютно щелочестойкими, являются наиболее пригодным связующим для живописи на бетоне, на цементной и гидравлической штукатурке.
Выпускаемые лаки на данный момент
Выпускаются следующие виды лаков, применяемые как добавки к масляным краскам: мастичный, даммарный, фисташковый, копаловый, бальзамно-масляный, кедровый, бальзамно-пентамасляный и пихтовый лаки.
Лак мастичный. 30-процентный раствор смолы мастики в пинене. Мастичный лак может служить не только в качестве добавки к краскам, но и протиркой промежуточных слоев при послойной живописи, заменяя в этом ретушный лак. Применяют мастичный лак и как покрывной для масляной и темперной живописи. Имеет свойство немного желтеть со временем. Придаёт работе глянцевую отделку. Очень эластичный.
Лак даммарный. 30-процентный раствор смолы даммара в пинене с добавкой этилового спирта. Даммарный лак применяется как добавка к краскам и как покрывной лак. При хранении он иногда теряет прозрачность, но, высыхая, при испарении пинена плёнка лака приобретает прозрачность. Для разбавления лака применяют пинен. При старении даммарный лак желтеет меньше, чем мастичный.
Лак копаловый представляет «сплав» копаловой смолы с рафинированным льняным маслом, разбавленный пиненом. Лак тёмного цвета. Примерный состав лака (в м. ч.): копала — 20, масла — 40, пинена — 40. Лак применяется как добавка к краскам. Высохшая плёнка копалового лака нерастворима органическими растворителями.

### Рецепты
Лаки для живописи рекомендуются такого состава:
- 2 части масляного копалового лака с 1 частью макового масла и 2 частями скипидара;
- 3 части копалового или янтарного лака с 2 частями макового или льняного масла и 1 частью скипидара.
- По Бувье, 3—4 части копайского бальзама сплавляются с 1 частью воска или 14 частей копайского бальзама с 1 частью воска и 5 частями скипидара.
- Другой лак для живописи того же состава содержит 75 частей высыхающего масла, 30 частей мастики и небольшое количество венецианского терпентина.
- Одним из лучших лаков, пригодных для живописи, можно считать лак, который состоит из одной части очищенного скипидара, одной части даммара или мастично-скипидарных густых лаков и одной части льняного масла.
- Д. А. Киплик рекомендовал такой лак для живописи, который легко может приготовить каждый художник. Рецепт его таков: сгущённое на солнце и воздухе в мелкой тарелке, льняное масло (в продолжение 3 недель) разжижается обыкновенным лаком до текучести простого сырого масла. Особенно хороших результатов следует ожидать от его употребления, если перед работой извлекать масло из тюбиковых фабричных красок, отфильтровывая его на бумагу, и затем шпателем размешивать их с этим лаком, разжижая при надобности на палитре в процессе работы скипидаром. При употреблении этого лака не приходится опасаться вжухлости: высыхание красок ускоряется и становится более одновременным для всех красок.

## Лаки покрывные (картинные лаки)
Под лаковым покрытием понимается нанесённый на всю поверхность картины тонкий слой лака. Цель нанесения лака, то есть создание лаковой плёнки, двоякая:
- защитить живопись от различных внешних воздействий: трения, ударов, запыления, действия водяных паров, газов и пр.
- усилить эффект глубины и звучности красок.

### Свойства лака
Из свойств, связанных с функцией защитного слоя и оптического фактора, в первую очередь оценивается эластичность плёнки, растяжимость, твердость, прилипаемость, толщина, глянец, преломление света, цвет и прозрачность. С точки зрения консервации, больше всего ценна её растворяемость, стойкость к вредным физическим и химическим воздействиям, условия её старения, выветривания и т. д.
Эластичность и упругость. Лаковая плёнка должна быть достаточно эластичной, чтобы она была способна преодолевать напряжения, вызываемые изменениями атмосферной влажности и температуры, действующими на все составные части картины. Пока плёнка эластична, в ней легко компенсируются колебания объёма материалов, содержащихся в картинах, и она остается неповреждённой. Однако если плёнка теряет необходимую эластичность, будь то под влиянием совершающихся в ней физико-химических процессов, вызываемых самим составом её веществ, или вследствие старения,— она разрывается в результате попеременного растяжения и сжатия и покрывается бесчисленным количеством мелких трещин, которые на поверхности проявляются в виде помутнения. На последней стадии этого повреждения происходит распад частичек лаковой плёнки— «порошкование». Макс Петтенкофер, автор метода регенерации помутневших лаков, назвал это явление «ослаблением молекулярного сцепления лака».
Масляные лаки достаточно эластичны сами по себе. Хотя функцию пластификатора эффективно выполняют масляные компоненты, однако их эластичность падает пропорционально старению, так как эластичный и мягкий линоксин в результате окисления и полимеризации становится хрупким и твердым. Медленно высыхающие масла, подвергающиеся лишь весьма медленным химическим изменениям, сохраняют эластичность лаковой плёнки дольше, чем быстро сохнущие масла. Поэтому сиккативы, ускоряющие высыхание масляных лаков, снижают эластичность лаковой плёнки и тем самым — её прочность. Замена олифы полимеризованным маслом приводит к существенному улучшению стойкости масляных лаков, так как полимеризованное масло сохраняет эластичность плёнки значительно дольше. О сиккативах, следовательно, можно в общем сказать, что они неблагоприятно влияют на эластичность лаковой плёнки; они даже прямо угрожают её существованию, причем каждый вид сиккатива — по-своему и в неодинаковой степени. Следовательно, с точки зрения сохранности живописи, быстрое высыхание масляных лаков не является преимуществом, а наоборот — недостатком, хотя затруднения, являющиеся следствием медленного высыхания (например, оседание пыли), значительны. Можно, однако, ускорить высыхание и без вредных последствий, то есть создав соответствующую температуру, свет и сухой воздух в помещении.
В условиях пониженных температур уменьшается эластичность лаковых плёнок. Натуральные и искусственные смолы и пчелиный воск значительно более хрупки на холоду, чем при нормальной температуре. В связи с подвижностью основания и в результате механических ударов пли давления в плёнках образуются при пониженной эластичности незаметные трещинки, которые в соответствии с физическими законами действуют как небольшие рычаги. Такой слой впоследствии растрескивается и при нормальных условиях, при значительно меньшем напряжении, чем то, которое необходимо для плёнки не находившейся в условиях пониженных температур. Сильное охлаждение хуже всего переносят масляные лаки и глифталевые смолы.
При повышении температуры (в пределах атмосферной температуры) повышается эластичность термопластичных смол и линоксина, между тем как нитроцеллюлоза, наоборот, уже при 50 °C становится весьма хрупкой и быстро разлагается. Дальнейшее повышение температуры действует на большинство лаков разрушительно. Температуру около 100 °C переносят относительно хорошо только масляные лаки из твердых смол, содержащие большой процент полимеризованного масла, плёнка которого неплавкая, и лаки из новых материалов, отверждающиеся нагреванием.
Эластичность. При покрытии лаком необходимо тщательно соблюдать основные законы эластичности последовательно наносимых слоев. Если лаковое покрытие состоит из двух или более слоев, то менее эластичный слой должен находиться снизу, а более эластичный сверху, иначе лак растрескивается. По этой причине масляную живопись являющуюся эластичной и мягкой, нельзя лакировать хрупкими и твердыми лаками, например, спиртовыми (шеллаком).
Твердость. Лаковая плёнка должна быть достаточно твердой, чтобы противостоять механическому повреждению. Слишком мягкий пчелиный воск недостаточно предохраняет живопись против механических воздействий, а так как он термопластичен, то при повышенной температуре становится липким, что является причиной быстрого загрязнения поверхности живописи. Поэтому как воск, так и высыхающие масла, линоксин которых также бывает вначале слишком мягким, смешивают со смолами, изготовляя лаки средней твердости, самые пригодные для покрытия картин. Типичные твердые лаки: сандарачные, шеллачные на летучих растворителях, лаки из производных целлюлозы и некоторые синтетические лаки,— на более мягкой живописи, особенно на холсте, растрескиваются.
Прилипание. Лаковая плёнка прилипает лучше к шероховатой и пористой поверхности покрываемой лаком плоскости. Низковязкие и сильно разжиженные лаки проникают глубже в живопись и прочно с ней соединяются при этом они придают краскам большую насыщенность цвета, чем высоковязкие лаки. Высоковязкие лаки, наоборот, остаются на поверхности и вызывают меньше оптических изменений. Прилипание плёнок из натуральных смол и высыхающих масел весьма удовлетворительно. В противоположность этому, плёнки из производных целлюлозы и большей части искусственных смол хуже прилипают к покрываемой поверхности, и если эта поверхность вполне гладкая, то их часто можно просто снять, как оболочку. (Уже из этого видно, как опасно применять их для изоляции мелового грунта, как это иногда неправильно рекомендуют.) Прилипание синтетических лаков усиливают добавлением природных смол: даммары, шеллака или сандарака.
Преломление света. Лаковая плёнка выполняет на картине, наряду с защитной функцией, ещё и оптическую функцию, то есть придаёт живописи большую или меньшую глубину и насыщенность. На картинах, писанных красками с низким показателем преломления, лаки, сильно преломляющие свет, могут вызвать мгновенное потемнение всей живописи. Показатели преломления света разных веществ, которые являются основой связующих красок и лаков, весьма различны. Из сопоставления показателей преломления вытекает, что смесь даммары с воском не вызывает потемнения масляной живописи и что изменения, вызываемые этим лаком у темпер, меньше изменений, вызываемых масляными копаловыми лаками или летучими смоляными лаками. Из той же таблицы показателей преломления видно также, что если мы добавим в масляные краски копаловые лаки, то они приобретут (в особенность лессировочные краски) большую глубину, нежели при разбавлении скипидаром или маслом.
Глянец. Лаковая плёнка с сильно глянцевой поверхностью не рассеивает света и поэтому помогает вызвать наибольшую глубину красок и выявляет детали тёмных, тонко нюансированных частей, которые являются тем более выразительными, чем меньше рассеян свет. Для светотеневой живописи (например. XVII—XIX веков) такие глянцевые лаки являются наиболее пригодными. В противоположность этому живопись, главным выразительным средством которой является красочная декоративная поверхность (например, средневековая живопись и конечно, многие современные картины), нуждается в умеренно глянцевых или совершенно не глянцевых лаках. Сильный глянец смоляных и масляных лаков можно умерить небольшой добавкой воска либо нанесением на глянцевую совершенно высохшую лаковую плёнку весьма тонкого слоя воска.
Дефекты, вызываемые влажностью. Влага или длительное воздействие атмосферной влажности вызывает на поверхности лаковой плёнки синеватые налёты и помутнение, ослабляет также её адгезию к живописной поверхности до такой степени, что, в конце концов, она превращается в порошок и распадается. Воздействию влажности подвергаются легче всего лаки из самых мягких смол — канифоли, даммары, мастикса, которые отличаются такой небольшой стойкостью, что достаточно оставить покрытые ими картины на ночь у открытого окна, чтобы на их поверхности появился синеватый налёт. Наибольшей стойкостью к действию влажности отличаются восковые и смоляные лаки с примесью полимеризованных масел.
Большинство лаков не представляет собой непроницаемый для влаги слой на живописи, а, наоборот, способствует перенесению влажности на нижние слои. Это, конечно, имеет большое значение для консервации картин. Из разных веществ лучше всего предохраняют живопись воска и природные смолы, через которые влага не проходит. Масляная плёнка является в этом отношении менее надежной, так как она пропускает влагу. Более всего пропускают влагу некоторые искусственные смолы и ряд производных целлюлозы, как, например, ацетил и метилцеллюлоза, являющиеся недостаточно влагостойкими. Эффективным средством, повышающим стойкость лаковой плёнки к влажности, является тонкий слой воска, нанесённый на поверхность вполне высохшего лака.
Пожелтение лаковой плёнки, вызывается как окислением, так и ультрафиолетовыми лучами. Лаки, которые задерживают ультрафиолетовые лучи, сильно желтеют, под воздействием этих лучей они частично разлагаются. Под воздействием ультрафиолетовых лучей денитрируется ятроцеллюлоза, а многие искусственные смолы деполимеризуются на свету. Этот серьёзный недостаток частично устраняют тем, что в несветостойкие лаки добавляют вещества, поглощающие ультрафиолетовые лучи, благодаря чему они теряют способность вредно влиять на лаковую плёнку. Примечательно то, что этой способностью обладают и некоторые пигменты, особенно белые, которые, будучи диспергированы в лаковой плёнке, повышают её прочность.
Масла совершенно не способны защищать краски от действия на них газов (в частности сероводорода, от которого масляная краска быстро чернеет), тогда как те же краски, крытые лаком, остаются без изменения даже при интенсивном действии на них сероводорода. Ввиду этого через 1 или 2 года после окончания работы над картиной, в зависимости от степени её просыхания, живопись покрывается картинным лаком специального состава.
Благодаря лаковой плёнке получается безукоризненно гладкая, правильно отражающая цвет поверхность, которая отражает падающий свет лишь в одном направлении. Лак, покрывая живопись, придаёт краскам звучность, создаёт в известной степени теплые и погашает холодные тона, наиболее полно выявляя всю красочную гамму, углубляет и делает прозрачными теневые места, одновременно углубляя и придавая прозрачность теневым местам живописи. Лак в темпере является окончательной лессировкой.
Лаковая плёнка должна быть достаточно прочной, твердой, крепкой и в то же время эластичной, что особенно важно в масляной живописи на холсте. Она также должна быть достаточно устойчивой в отношении различных внешних воздействий как физических, так химических и механических. Эластичность является необходимым условием для лаковой плёнки, так как, когда предметы, покрытые лаком, приходят в движение или воспринимают механические воздействия, то лаковая плёнка должна растягиваться, сжиматься и изменять свою форму, не разрываясь и не отскакивая от поверхности предмета. Лаковая плёнка образуется из веществ, входящих в состав лака в качестве его составных частей, как-то: масла, различные смолы и т. д. Само образование плёнки происходит в результате сложных физико-химических процессов, происходящих при вступлении только что нанесённого слоя лака во взаимодействие с кислородом воздуха. В результате этих процессов лаковая плёнка становится твердой и вместе с тем эластичной, хорошо противостоит различным внешним воздействиям и является превосходным изолирующим слоем.
Лаки, служащие для покрывания картины, приготовляются из твердых и мягких смол (природных и/или искусственных) и разбавителей (масел, терпентинов, уайт-спирита и др.). Масла надо использовать исключительно эфирные, так как, защищая живопись, лаки изнашиваются, тускнеют, желтеют и подлежат от поры до времени удалению с поверхности картины для замены новыми лаками, между тем удаление масляных лаков сопряжено с большими затруднениями. На этом же основании обыкновенно принято готовить лаки из мягких смол, даммара и мастики, растворяя их в скипидаре и нефти, так как их легко удалить с картины при надобности.

### Рецепты
Можно рекомендовать картинные лаки, составленные по приводимым ниже рецептам:
Мастичный лак:

• 14 частей — мастики в порошке

• 44 части — скипидара

• 6 частей — толчёного стекла

• 2 части — венецианского терпентина
Даммаровый лак:

• 100 частей — даммара

• 300 частей — скипидара

• 1 часть — касторового масла
Приготовляя эти лаки, необходимо следить за тем, чтобы скипидар и смолы не содержали в себе воды! Что очень важно, так как от воды даммарный лак мутнеет.
Толчёное стекло в мастичном лаке играет роль разъединителя частиц смолы, облегчающего её растворение; касторовое же не высыхающее масло в даммаровом лаке служит для придания ему эластичности.
Копайский бальзам в натуральном своём виде также может служить хорошим картинным лаком, не теряющим своей прозрачности под действием сырости; но чаще всего практикуется покрывание масляной живописи мастичными и даммаровыми скипидарными лаками, свойства которых таковы: мастичные лаки более окрашены, нежели даммаровые, и желтеют ещё впоследствии, зато все время сохраняют свою прозрачность; даммаровые же лаки почти бесцветны и не желтеют, но с течением времени становятся малопрозрачными. Помутневший таким образом даммаровый лак под парами спирта, впрочем, снова приобретает первоначальную свежесть.
К сожалению, к отрицательным свойствам лаков, приготовленных из натуральных смол, относится их способность желтеть, становиться коричневыми, покрываться сетью кракелюра, белеть, а иногда и полностью терять прозрачность. Изменение цвета зависит и от масел, на которых или с участием которых приготовляется лак, а также от естественного старения смол. Защитные достоинства лаковых покрытий сохраняются, но изменение цвета плёнки не позволяет зрителю различать цвета и моделировку формы, а иногда и вообще различить, что же изображено на картине.
Для придачи живописи матовой поверхности она покрывается «глютенем-элеми»; тех же результатов можно достичь покрыванием живописи раствором хороших бесцветных сортов парафина или церезина в скипидаре. Пропорция между ними такова: на 1 часть парафина или церезина берется 5 частей скипидара. Лак этот становится матовым только после достаточного высыхания и не ранее, как на другой день после его нанесения.
Лак фисташковый представляет собой раствор фисташковой смолы (23 %) в пинене с незначительной добавкой уайт-спирита (разбавители № 2) и бутилового спирта. Достоинством фисташкового лака является почти полная бесцветность лаковой плёнки, которая отличается большой эластичностью. Скорость высыхания фисташкового лака значительно ниже, чем у других покрывных лаков.
Лак акрил-фисташковый представляет собой смесь синтетической полибутилметакриловой смолы, незначительного количества фисташковой смолы (мастикса) с скипидаром или пиненом. Плёнка акрил-фисташкового лака почти бесцветна, обладает большой эластичностью и по прочности превосходит плёнки мастичного и даммарного лаков. Высыхание происходи более медленно, чем лака мастичного.